# يفغيني برزين
يفغيني برزين (بالروسية: Берзин, Евгений Валентинович)‏ مواليد 3 يونيو 1970 في فيبورغ، الاتحاد السوفيتي، هو دراج روسي سابق في صنف سباق الدراجات على الطريق. سبق أن شارك في دورة الألعاب الأولمبية الصيفية.

## سباقات أو مراحل فاز بها
- طواف فرنسا
- طواف سويسرا
- طواف إيطاليا

## روابط خارجية
- يفغيني برزين على موقع أرشيف الدراجات (الإنجليزية)
- يفغيني برزين على موقع إحصائيات الدراجات الإحترافية (الإنجليزية)
- يفغيني برزين على موقع نسبة الدراجات (الإنجليزية)
- يفغيني برزين على موقع CycleBase (الإنجليزية)
- يفغيني برزين على موقع أوليمبيديا (الإنجليزية)